# Женевская конференция по разоружению
Конференция по сокращению и ограничению вооружений была провальной попыткой членов Лиги Наций актуализировать идеологию разоружения. 
Конференция проходила в швейцарском городе Женева с 1932 года по 1934 год.

## История
Первая попытка международного сокращения вооружений была предпринята на Гаагских конференциях в 1899 и 1907 годах, тогда не удалось достичь поставленной цели. Хотя многие комментаторы (а также статья 231 Версальского договора) обвиняли Германию в том, что она развязала Первую мировую войну, историки, писавшие в 1930-х годах, стали подчеркивать стремительную гонку вооружений, предшествующую 1914 году. Кроме того, все крупные державы, кроме США, взяли на себя обязательство по разоружению в рамках Версальского договора и Пакта Лиги Наций. Мощная международная неправительственная кампания по содействию разоружению также развивалась в 1920-х и начале 1930-х годов.
Подготовительная комиссия была инициирована Лигой Наций в 1925 году. К 1931 году инициатива проведения конференции уже получила достаточную поддержку представителей ряда стран. 
Первое заседание прошло 2 февраля 1932 года под председательством бывшего министра иностранных дел Великобритании Артура Хендерсона. В заседании принимали участие 63 государства, 9 из которых (СССР, США, Афганистан, Бразилия, Египет, Коста-Рика, Мексика, Турция, Эквадор) в Лигу наций не входили. Мотивацию переговоров можно обобщить выдержкой из послания президента Франклина Д. Рузвельта комиссии: «Если все нации согласятся полностью отказаться от использования и владения оружием, которое делает возможным успешную военную атаку, то оборона автоматически станет неприступной, а границы и независимость каждой нации станут безопасными».
С самого начала переговоры были связаны с рядом трудностей. Германия немедленно потребовала, чтобы ей разрешили «военное равенство» или она покинет конференцию. Французы, в свою очередь, настаивали на сохранении военной «неполноценности» Германии, так как видели в этом единственную гарантию от будущего конфликта, столь же серьезного, как Первая мировая война. Великобритания и США не были готовы предоставить Франции дополнительные обязательства в области безопасности, которые она запросила в обмен на ограничение французских вооружений. После 10 месяцев переговоров Франция, Великобритания и Италия заявили, что Германия и другие государства, разоруженные Версальским договором, должны быть застрахованы от равенства в системе, обеспечивающей безопасность для всех наций. Стороны не могли договориться о том, что представляет собой «наступательное» и «оборонительное» оружие.
Переговоры провалились, и Германия под руководством Гитлера вышла в октябре 1933 года как из Женевской конференции, так и из Лиги Наций. Фиаско конференции продемонстрировало кризис мироустройства межвоенного периода, серьёзные противоречия между разными странами мира, прежде всего европейскими, и неспособность Лиги Наций решать международные проблемы.